# Cognição situada
A cognição situada é uma teoria que postula que a cognição inseparável da ação argumentando que todo conhecimento está situado em atividade vinculada a contextos sociais, culturais e físicos.
Sob essa suposição, que requer uma mudança epistemológica do empirismo, os teóricos da situacionalidade sugerem um modelo de conhecimento e aprendizado que requer avaliar no momento, em vez de armazenar e recuperar conhecimento conceitual. Em essência, a cognição não pode ser separada do contexto. Em vez disso, o conhecimento existe, in situ, inseparável do contexto, da atividade, das pessoas, da cultura e da linguagem. Portanto, a aprendizagem é vista em termos de desempenho cada vez mais eficaz do indivíduo em diferentes situações, e não em termos de acúmulo de conhecimento, uma vez que o que é conhecido é codeterminado pelo agente e pelo contexto.

## História
Embora a cognição situada tenha ganhado reconhecimento no campo da psicologia educacional no final do século XX, ela compartilha muitos princípios com campos mais antigos, como a teoria crítica (Escola de Frankfurt; Paulo Freire), antropologia (Jean Lave; Etienne Wenger), filosofia (Martin Heidegger), análise crítica do discurso (Norman Fairclough) e teorias sociolinguísticas (Mikhail Bakhtin) que rejeitaram a noção de conhecimento verdadeiramente objetivo e os princípios do empirismo kantiano.
O trabalho de Lucy Suchman sobre ação situada no Xerox Labs foi fundamental para popularizar a ideia de que a compreensão de um ator sobre como realizar o trabalho resulta da reflexão sobre as interações com a situação social e material (por exemplo, mediada pela tecnologia) em que ele age. Perspectivas mais recentes de cognição situada focaram e se basearam no conceito de formação de identidade à medida que as pessoas negociam o significado por meio de interações dentro de comunidades de prática. Perspectivas de cognição situada foram adotadas na educação, design instrucional, comunidades online e inteligência artificial. A Grounded Cognition, preocupada com o papel das simulações e corporificação na cognição, abrange as teorias da linguística cognitiva, ação situada, simulação Social. A pesquisa contribuiu para a compreensão da linguagem corporificada, da memória e da representação do conhecimento.
A cognição situada atrai uma variedade de perspectivas, desde um estudo antropológico do comportamento humano no contexto do trabalho mediado pela tecnologia, ou dentro de comunidades de prática até a psicologia ecológica do ciclo percepção-ação e até mesmo pesquisas sobre robótica com trabalhos sobre agentes autônomos na NASA e em outros lugares. As primeiras tentativas de definir a cognição situada focaram em contrastar a teoria emergente com as teorias de processamento de informação dominantes na psicologia cognitiva.
Recentemente teóricos reconheceram uma afinidade natural entre cognição situada e novos estudos de letramento. Essa conexão é feita pelo entendimento de que a cognição situada sustenta que os indivíduos aprendem por meio de experiências. Pode-se afirmar que essas experiências, e principalmente os mediadores que afetam a atenção durante essas experiências, são afetados pelas ferramentas, tecnologias e linguagens utilizadas por um grupo sociocultural e pelos significados atribuídos a elas pelo grupo coletivo. A pesquisa de novos letramentos examina o contexto e as contingências que a linguagem e as ferramentas usam pelos indivíduos e como isso muda à medida que a internet e outras tecnologias de comunicação afetam o letramento.